# Palinure
Pour les articles homonymes, voir Palinurus.

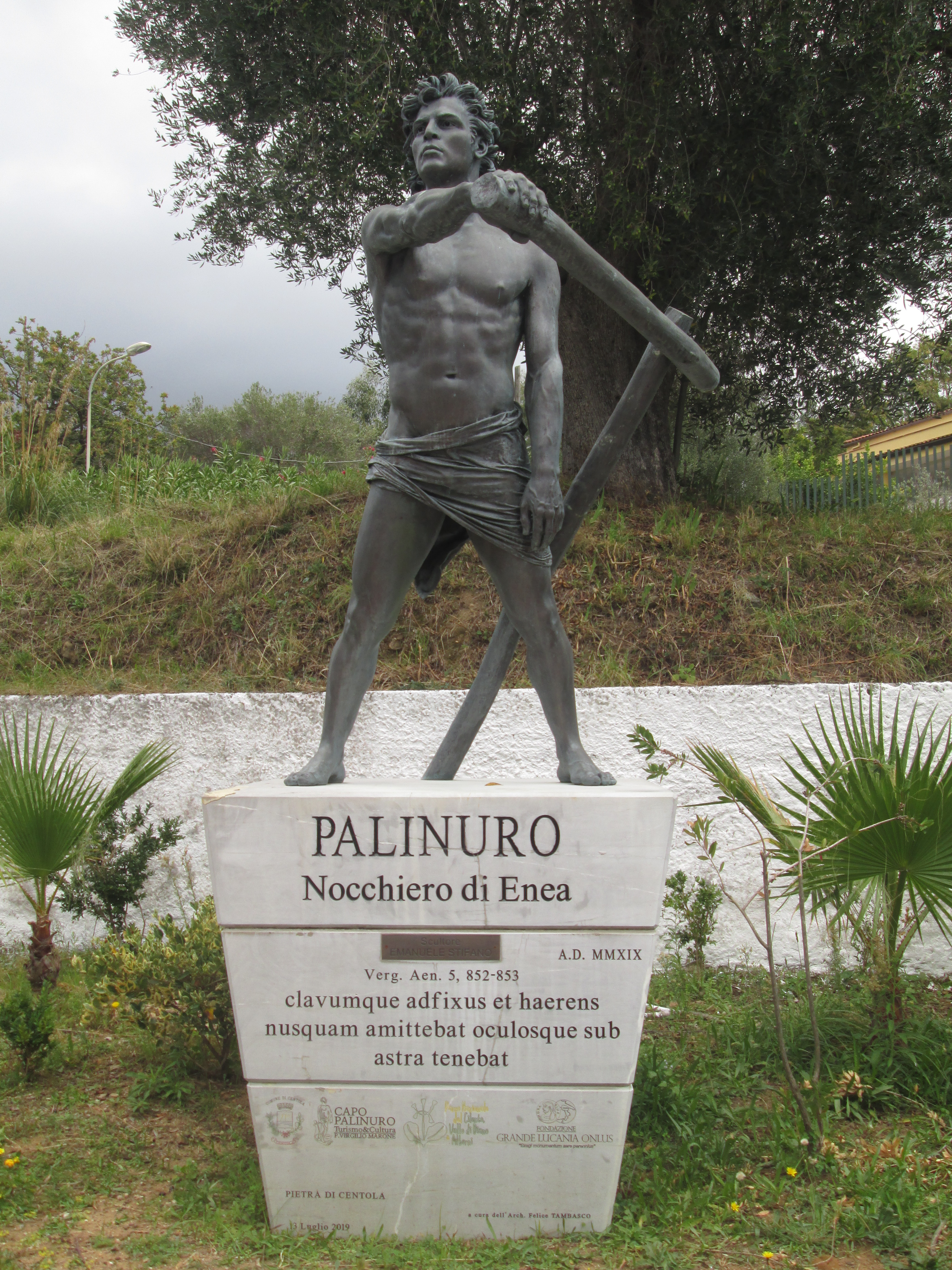
Statue de Palinure à l'entrée de Palinuro

Palinure (Palinurus en latin) est un personnage de la mythologie romaine de l’Énéide. Il est le mythique barreur d'Énée, pilote de sa flotte, tombé à la mer pendant la nuit, alors qu'il conduisait sa flotte vers l'Italie depuis les îles grecques. Son nom a donné le nom au village italien de Palinuro, en Campanie.

## Le mythe

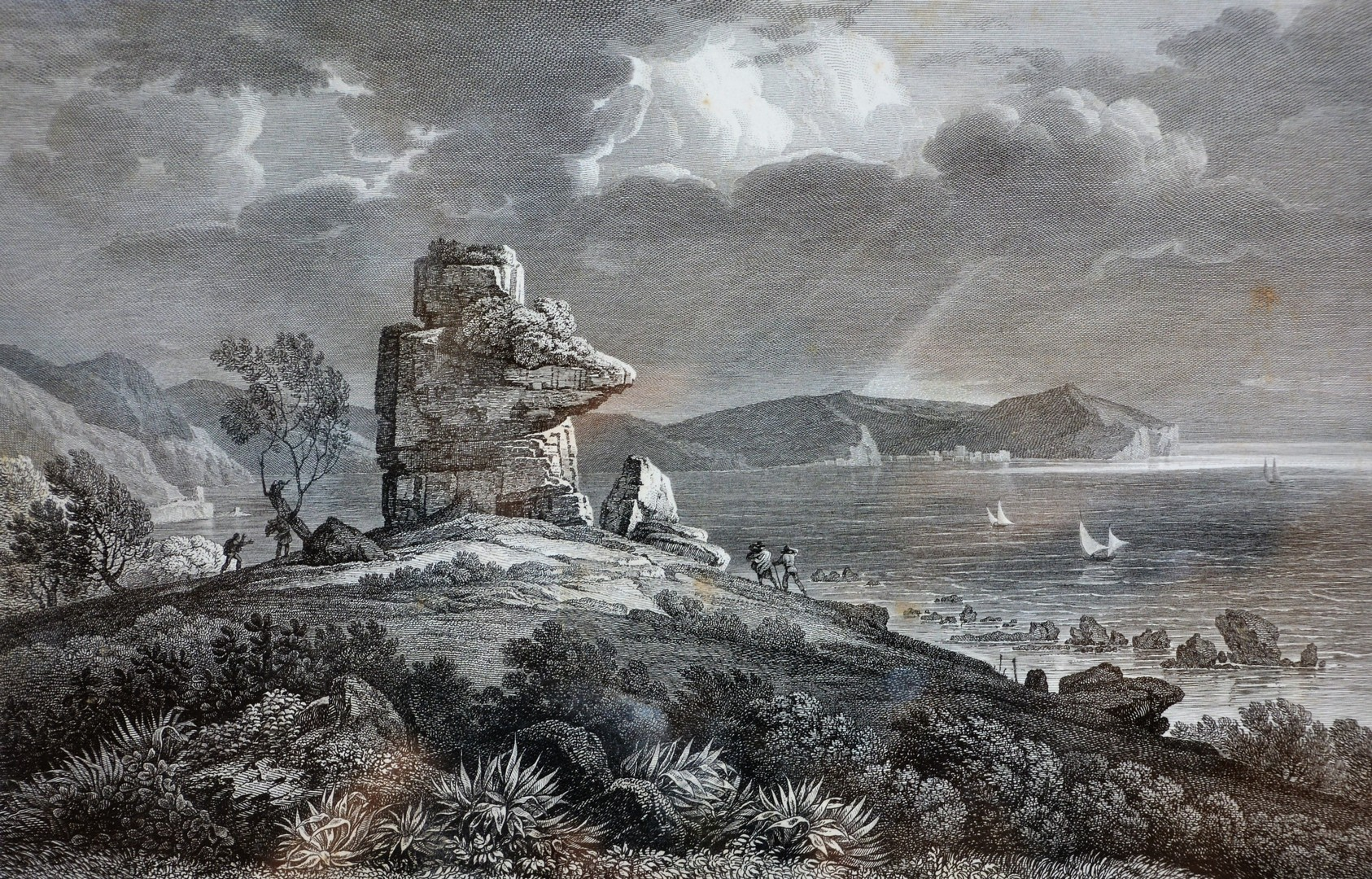
Le cénotaphe de Palinuro par Wilhelm Gmelin ,1815

L'épisode est décrit à la fin du chant V de l’Énéide, dans lequel Virgile identifie le point précis où se produit cet événement : un rocher près de la côte campanienne de la mer Tyrrhénienne devant le (it) cap éponyme, entre le golfe de Policastro et le port de Pisciotta, dans la sous-région actuellement appelée Cilento.
Naufragé après avoir appelé en vain ses compagnons à son secours, il est resté pendant trois jours à la merci du Notos, le vent du Sud, jusqu'à son arrivée sur les plages italiennes où il ne trouvera pas le salut attendu, mais une fin cruelle, capturé par les populations indigènes, tué et abandonné à la mer. La requête de Neptune, dieu de la mer, fut ainsi exaucée. En effet, il accorda son aide à Vénus pour conduire la flotte d'Énée sur les côtes campaniennes en échange d'une victime :

« Unum pro multis dabitur caput.
Une seule victime pour le salut de beaucoup »

— Énéide, V, 815

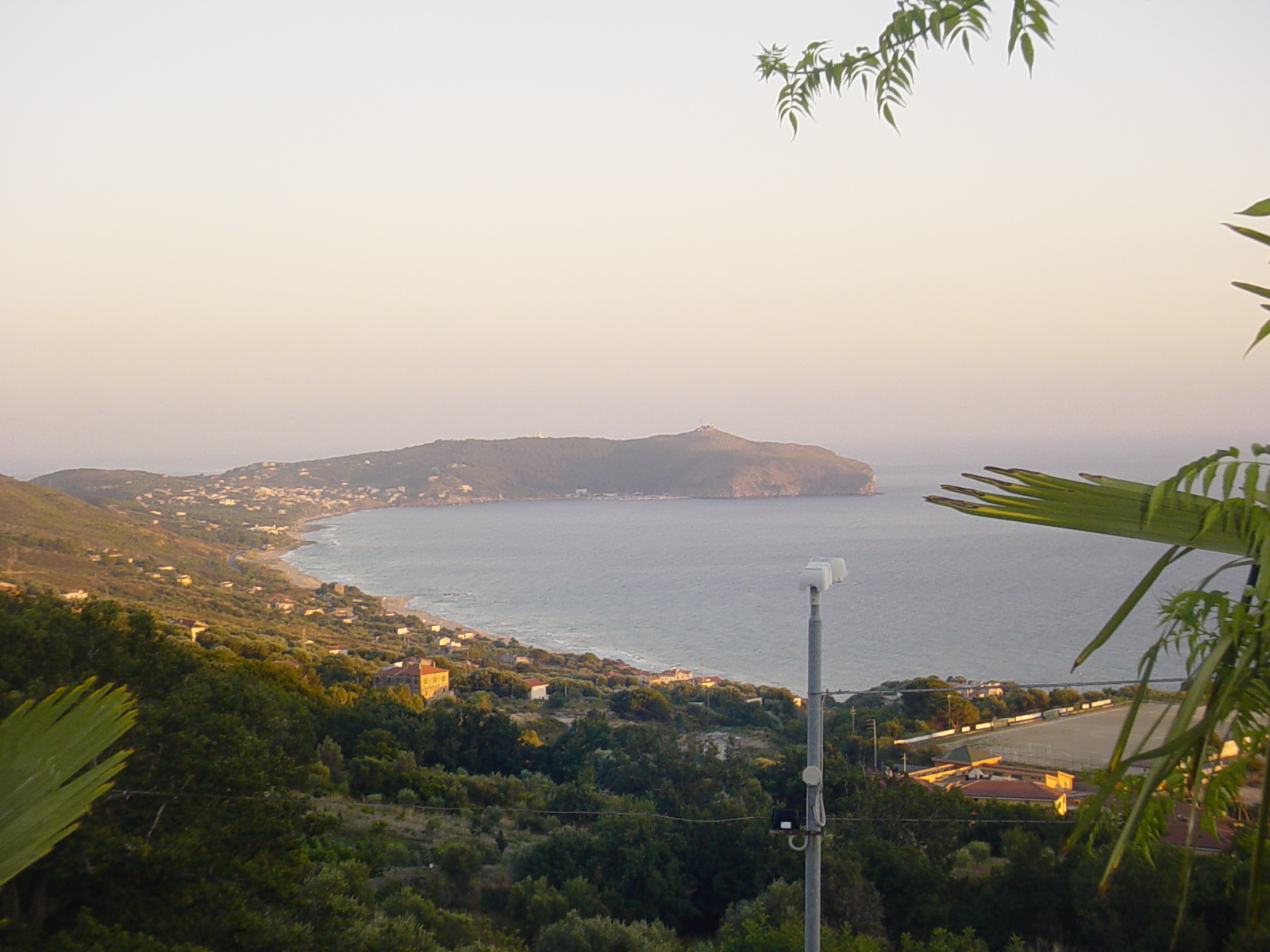
Le cap de Palinuro vu depuis Caprioli

Palinure, dans le chant VI, errant parmi les âmes des morts sans sépulture, sera la vedette d'une rencontre avec Énée descendu dans le royaume d'Hadès, en compagnie de la Sibylle de Cumes. À cette occasion, il supplia son chef de lui donner une sépulture et de rechercher son corps perdu dans les flots aux alentours d'Élée.

« Aut tu mihi terram inice, namque potes, portusque require Velinos. »

— Éneide, VI, 365
Il incomba à la Sibylle de lui révéler que son cadavre ne serait jamais retrouvé. Cependant, la prêtresse atténua l'amertume du barreur en prédisant que, persécutés par des événements miraculeux, ses assassins érigeront un cénotaphe qui lui sera dédié et qui devra être honoré par des offrandes.

## Controverse interprétative
Il existe toutefois une controverse, pour savoir si Palinure est bien le personnage auquel pensait Neptune, au moment où il dit à Vénus « Unum pro multis dabitur caput ». Si l'on en croit en effet le récit que fait Palinure lui-même de sa propre mort, lorsqu'Énée le rencontre dans les Enfers, il n'est pas mort en tombant du navire sous l'effet du Sommeil, comme décrit au chant V de l'Énéide, mais il a nagé durant trois jours, jusqu'à atteindre le rivage de l'Italie, où il a été mis en pièce par des barbares. Comme il n'est pas mort en mer, certains commentateurs remettent en doute la possibilité qu'il ait pu être la victime réclamée par Neptune. Le célèbre commentateur antique de l'Énéide, Servius, hésitait déjà entre Palinure et un autre Troyen, Misène, trompettiste de la flotte, comme identification de la victime réclamée ou annoncée par Neptune. C'est en effet au chant VI de l'Énéide que périt Misène, tué par une divinité marine, Triton, auprès de laquelle il s'était vanté de mieux jouer de la trompette. On ignore donc aujourd'hui si Virgile envisageait plutôt la mort de Palinure ou celle de Misène comme étant celle qui sauverait le reste de la flotte troyenne et lui permettrait d'arriver en Italie ; ce qui est certain, en revanche, c'est que ces deux personnages ont tous les deux donné leur nom à un cap à l'endroit de leur mort respective, le cap Palinuro et le cap Misène.

## Postérité du mythe
L'écrivain anglais Cyril Connolly a pris en 1944 le pseudonyme de Palinurus pour signer un ouvrage qui se présente comme le journal d'un écrivain, tenu pendant un an et un jour après une séparation qui l'a blessé. Ce livre aux accents autobiographiques – The Unquiet Grave – a été traduit en français sous le titre Le Tombeau de Palinure et fait clairement référence au héros antique, auquel Connolly s'identifie de plusieurs façons, ne serait-ce que par la nostalgie qu'il éprouve pour la France où il aimait séjourner et dont la guerre fait un rivage interdit. Selon l'analyse de Jean-Paul Enthoven, « le mythe de Palinure illustre une certaine volonté d'échec, une certaine répugnance devant le succès, une impulsion vers la solitude, un désir de tout abandonner au dernier moment. Palinure, c'est l'individu qui déserte son poste à l'instant de la victoire… et son destin navrant séduira toujours les êtres qui, plutôt que de s'apaiser quelque part, ne pourront s'épargner la volupté d'un naufrage. »
Depuis la nomenclature établie en 1795 par l'entomologiste allemand Friedrich Weber, Palinurus est le nom du principal genre de langoustes (famille des Palinuridae). Une explication possible à ce choix est qu'à l'époque, les crustacés étaient peut-être considérés comme des insectes tombés à l’eau (cf. les « araignées de mer ») tout comme Palinure.